# فرناندو تامبرونی
فرناندو تامبرونی (انگلیسی: Fernando Tambroni; ۲۵ نوامبر ۱۹۰۱ – ۱۸ فوریهٔ ۱۹۶۳) سیاست‌مدار اهل ایتالیا بود. وی از ۲۶ مارس ۱۹۶۰ تا ۲۷ ژوئیه ۱۹۶۰ نخست‌وزیر این کشور بود.
فرناندو تامبرونی در ۱۸ فوریه ۱۹۶۳، در سن ۶۱ سالگی بر اثر ایست قلبی درگذشت.